# مايك دين (مدرب كرة سلة)
مايك دين (بالإنجليزية: Mike Deane)‏ هو مدرب كرة سلة أمريكي، ولد في 27 سبتمبر 1951 في Stony Point, New York ‏ في الولايات المتحدة.

## روابط خارجية
- مايك دين على موقع كلية كرة السلة في سبورتس رفرنس.كوم (الإنجليزية)